# Brittiska F3-mästerskapet 2009
Brittiska F3-mästerskapet 2009 var ett race som körs över 20 heat under 10 helger.

## Delsegrare
| Datum           | Bana           | Vinnare              | Vinnare              |
| --------------- | -------------- | -------------------- | -------------------- |
| 13 april        | Oulton Park    | Daniel Ricciardo     | Daniel Ricciardo     |
| 2-3 maj         | Silverstone    | Renger van der Zande | Daniel Ricciardo     |
| 31 maj          | Rockingham     | Nick Tandy           | Marcus Ericsson      |
| 7 juni          | Hockenheim     | Marcus Ericsson      | Walter Grubmüller    |
| 5 juli          | Snetterton     | Renger van der Zande | Riki Christodoulou   |
| 19 juli         | Donington Park | Walter Grubmüller    | Wayne Boyd           |
| 24-25 juli      | Spa            | Daniel Ricciardo     | Adriano Buzaid       |
| 16 augusti      | Silverstone    | Daniel Ricciardo     | Renger van der Zande |
| 12-13 september | Algarve        | Jules Bianchi        | Jules Bianchi        |
| 20 september    | Brands Hatch   | Daniel Ricciardo     | Max Chilton          |

Bianchi vann tävlingarna, men var inte registrerad för poäng. Inte heller tvåorna Esteban Gutiérrez och Sam Bird var tillgängliga, varpå tävlingens treor Daniel Ricciardo och Max Chilton tog poängen för heatsegrar.

## Slutställning
| Plats | Förare               | Poäng |
| ----- | -------------------- | ----- |
| 1     | Daniel Ricciardo     | 275   |
| 2     | Walter Grubmüller    | 188   |
| 3     | Renger van der Zande | 178   |
| 4     | Max Chilton          | 171   |
| 5     | Riki Christodoulou   | 130   |
| 6     | Adriano Buzaid       | 109   |
| 7     | Daisuke Nakajima     | 95    |
| 8     | Carlos Huertas       | 95    |
| 9     | Henry Arundel        | 90    |
| 10    | Nick Tandy           | 68    |